# Бордашевська Ольга Федорівна
Ольга Федорівна Бардашевська (у шлюбі Кісс; 1919, Одеса, Українська РСР, СРСР — 29.03.2002, Одеса, Україна) — українська радянська снайперка, старша сержантка, учасниця Другої світової війни. Громадська діячка Одеси.

## Біографія
Народилася 1919 року в м. Одеса.
До війни жила в Одесі, навчалася у педагогічному інституті, тут же займалася у стрілецькому гуртку, вступила до ВЛКСМ.
З початком війни добровільно пішла на фронт, стала медичною сестрою у шпиталі, закінчила спеціальні курси. Коли госпіталем пройшла чутка, що проводиться набір до жіночої снайперської школи, Ольга звернулася до начальника госпіталю з проханням відпустити до цієї школи.
Заняття в снайперській школі у підмосковному місті Подільську пройшли за прискореною програмою, і Бардашевська блискуче закінчила її: єдиній з усього випуску їй вручили іменну зброю від ЦК ВЛКСМ — гвинтівку II № 7935, яку прозвала Іваном Івановичем.
З грудня 1943 року Бардашевська перебувала у чинній армії. Служила снайперкою 1-ї стрілецької роти 1-го стрілецького батальйону 730-го стрілецького полку (204-а стрілецька дивізія, 51-а армія). За роки війни снайперський рахунок старшого сержанта О. Ф. Бардашевської склав 108 знищених солдатів та офіцерів супротивника.
Після війни Ольга Бардашевська повернулася до Одеси, у неї визначили інвалідність 2-ї групи, але вона продовжувала працювати та займатися громадською діяльністю. Належачи до КПРС, згодом стала відповідальною секретаркою Радянського комітету захисту миру.
Померла 29 березня 2002 року.
О. Ф. Бардашевська була нагороджена орденами Слави 3-го та 2-го ступенів, а також медалями, у тому числі «За відвагу».